# Ernst Gideon von Laudon
Il barone Ernst Gideon von Laudon, in tedesco Ernst Gideon Freiherr von Laudon, e originariamente Laudohn o Loudon (Ļaudona, 2 febbraio 1717 – Nový Jičín, 14 luglio 1790), è stato uno dei più brillanti feldmarescialli austriaci del XVIII secolo, riconosciuto come maestro dal grande generale russo Suvorov.

## Biografia

### Provenienza e carriera iniziale
La famiglia Laudon, di origini miste tedesche, lettoni e, presunte, scozzesi, si era stabilita fin da prima del 1432 presso Ļaudona, nella Lettonia orientale. Il padre di Ernst Gideon, Otto Gerhard von Laudohn, era un tenente colonnello che aveva servito nell'esercito svedese e si era ritirato con una modesta pensione.
All'età di 15 anni Ernst Gideon fu inviato in Russia come cadetto. Qui prese parte alla Guerra di successione polacca, fra l'altro all'assedio di Danzica (1734) sotto il comando del feldmaresciallo Münnich, e alla guerra russo-turca del 1735-1739.
Insoddisfatto delle prospettive si dimise nel 1741 per cercare un impiego militare altrove. Recatosi a San Pietroburgo entrò a servizio dell'esercito zarista ma ne uscì presto non ritenendosi soddisfatto delle prospettive che tale servizio gli offriva. Rifiutata l'offerta di arruolarsi nell'esercito svedese, tentò senza successo di ottenere un incarico nell'esercito prussiano di Federico il Grande ma ebbe infine miglior fortuna a Vienna, ove ottenne un posto come capitano nel corpo volontario, composto prevalentemente da mercenari slavi, del barone Trenck. Egli prese parte alle sue scorrerie (ma non alle atrocità commesse nel corso delle medesime), finché fu ferito e preso prigioniero in Alsazia (1744). Fu tuttavia presto liberato grazie all'avanzata delle forze armate austriache regolari.

### La pausa nella Guardia di frontiera
La sua attività successiva, sempre agli ordini di Trenk ebbe luogo sulle montagne della Slesia nel 1745, ove si distinse come capo di truppe leggere e partecipò anche alla battaglia di Soor.
A causa dei soprusi e dell'indisciplina del corpo irregolare sloveno, fu sottoposto a processo.  Egli giustificò il proprio comportamento sostenendo di aver obbedito ad ordini ricevuti. Dimessosi dal reggimento di Trenk, trascorse un lungo periodo di ristrettezze non avendo un incarico regolare, finché divenne capitano in un reggimento di guardie di frontiera, svolgendo per dieci anni incarichi per metà militari e per metà amministrativi nel distretto di Carlstadt. Tuttavia la situazione non gli era congeniale e mal sopportava le dipendenze dal suo superiore Pedrazzi. In quel periodo si sposò e si convertì al cattolicesimo.

### La Guerra dei sette anni

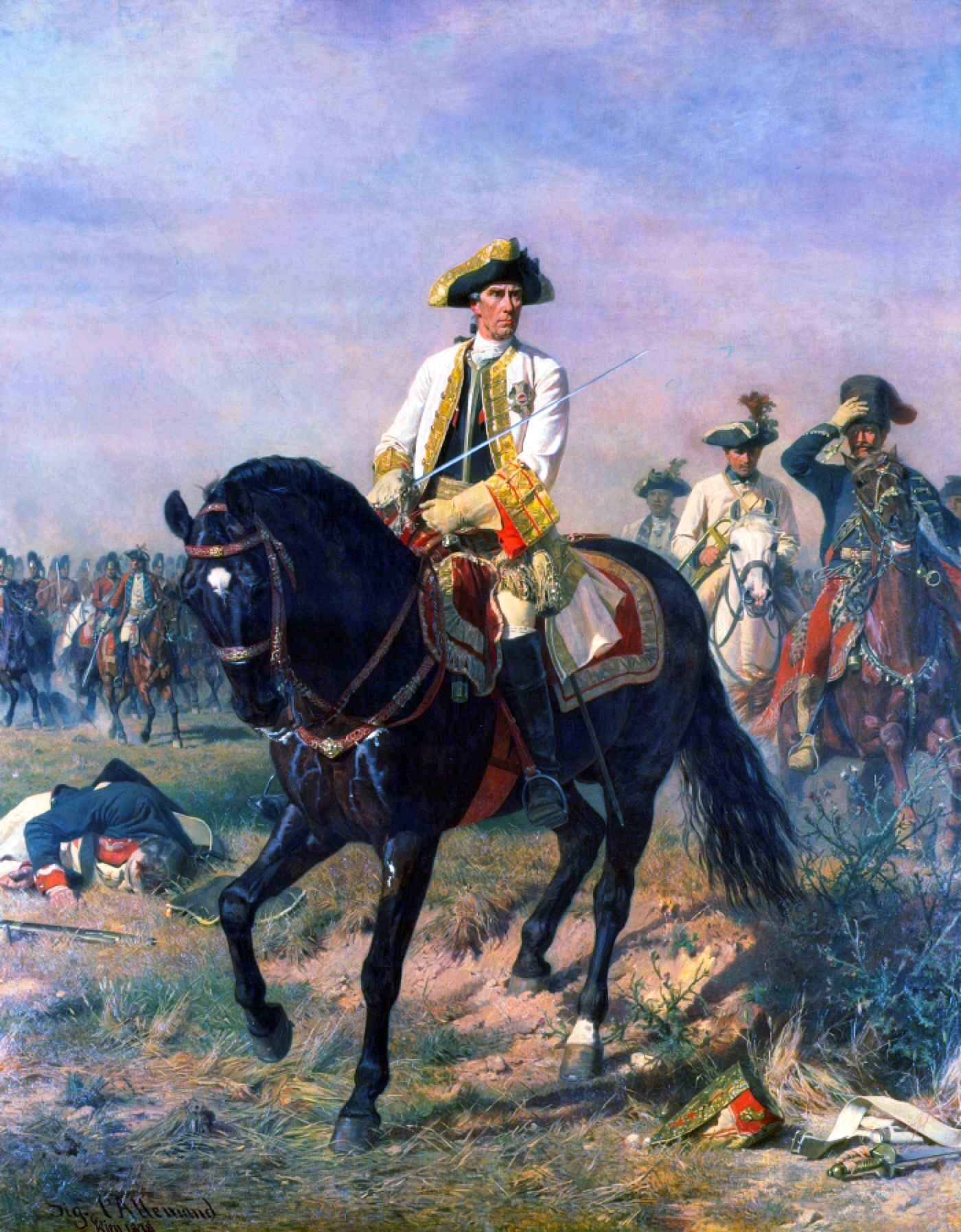
Il generale von Laudon alla battaglia di Kunersdorf, dipinto di Siegmund L'Allemand del 1878

Allo scoppio della guerra dei sette anni (1756 – 1763) Ernst Gideon aveva raggiunto il grado di tenente colonnello e, nonostante che il suo reinserimento nell'esercito regolare fosse fortemente osteggiato dal conte di Neipperg, membro dello Hofkriegsrat, fu richiamato in servizio e fu inviato dal Kaunitz con una divisione di croati in Boemia presso il feldmaresciallo Browne. Durante la ritirata dal Principato di Sassonia gli riuscì un colpo fortunato su Tetschen e per la sua partecipazione all'assalto di Hirschfeld fu nominato colonnello nel febbraio 1757.
Dopo la battaglia di Kolín causò al generale prussiano Keith, durante la sua ritirata, grosse perdite conducendo quindi per alcuni mesi una piccola guerra lungo il fiume Elba, finché in agosto ricevette il comando di truppe leggere dell'armata austriaca che guidò nella battaglia di Roßbach.
La sua prima opportunità di condurre un'azione come comandante in capo l'ebbe nel 1758 (era stato appena nominato maggior generale) e la sfruttò così bene che costrinse Federico il Grande a rinunciare all'assedio della città di Olomouc ed a ritirarsi in Boemia (Battaglia di Domašov, 30 giugno 1758). Gli fu riconosciuta per questo la carica di luogotenente feldmaresciallo ed essendosi nuovamente mostrato un comandante attivo e coraggioso nella battaglia di Hochkirk, gli fu riconosciuto dall'imperatrice Maria Teresa il titolo nobiliare di barone della nobiltà austriaca e dal marito Francesco I la parità di nobile del Sacro Romano Impero. Inoltre l'imperatrice gli riconobbe il titolo di Cavaliere di Gran Croce dell'ordine da lei appena creato  e gli assegnò alcune terre a Kutná Hora in Boemia.
Nominato comandante del contingente militare austriaco inviato sull'Oder per unirsi alle truppe russe, partecipò, al comando di un'armata di 18.000 uomini, alla battaglia di Kunersdorf (12 agosto 1759), sotto il comando unificato austro-russo del generale Pëtr Semënovič Saltykov, ove i due eserciti alleati ottennero una strepitosa vittoria. Per questo ottenne il grado di Feldzeugmeister e quello di comandante in capo in Boemia, Moravia e Slesia. Il 23 giugno 1760, con un esercito di 36.000 uomini, distrusse l'intero corpo d'armata prussiano comandato da Fouqué a Landeshut ed espugnò l'importante fortezza di Glatz, ma assediò senza successo la città di Breslavia.
Nello stesso anno sostenne la ritirata nella battaglia di Liegnitz, in vicinanza di Federico il Grande, il che diede luogo ad una amara disputa con Daun e Lacy,   i comandanti delle armate principali, che, secondo Laudon, avevano lasciato il suo corpo d'armata privo di copertura.
Nel 1761 operò in Slesia ma trovò nei russi alleati timidi e incapaci come furono dopo Kunersdorf e tutti i tentativi di espugnare i campi trincerati di Federico il Grande a Bunzelwitz non ebbero successo. Egli comunque approfittò brillantemente di una fugace opportunità ed espugnò Świdnica la notte fra il 30 settembre ed il 1º ottobre.
La sua instancabile attività continuò fino alla fine della guerra, in aperto contrasto con la strategia temporizzatrice del Daun e del Lacy.

### La fine della carriera

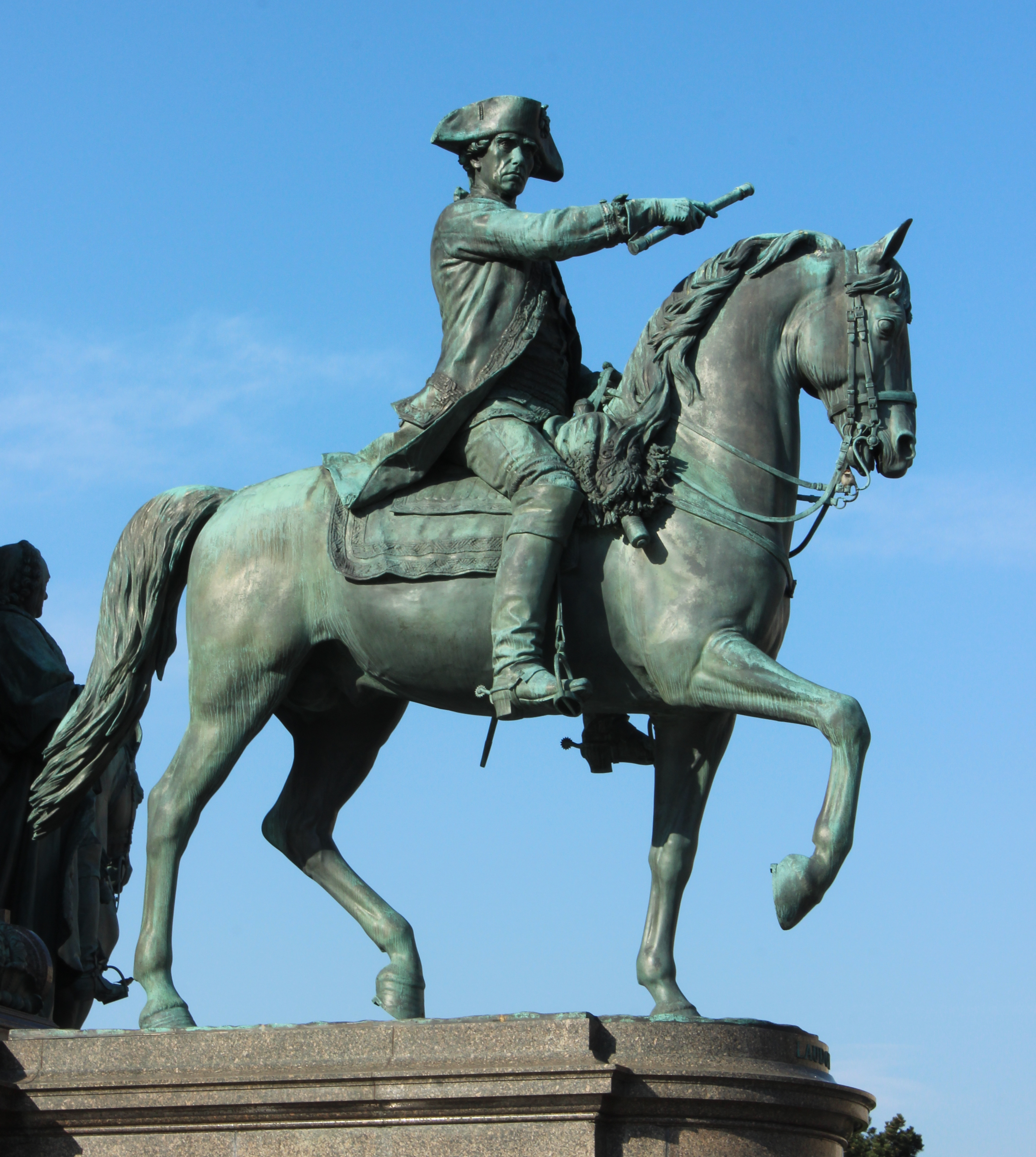
Statua del generale von Laudon sul Monumento a Maria Teresa a Vienna.

Conclusasi la pace, quando Daun divenne virtualmente comandante in capo dell'esercito, Laudon finì in secondo piano e nel 1762 non ricevette più alcun comando. Egli ricevette numerose offerte, fra le quali quelle di Federico il Grande, di mettersi al servizio di altre potenze ma non le accettò, sebbene le trattative si prolungassero per alcuni anni. Allorché Lacy subentrò a Daun come presidente del Consiglio di guerra di Corte (Hofkriegsrat), Laudon fu nominato Ispettore generale di fanteria ma i dissensi fra i due continuarono e quando salì al trono Giuseppe II, che era intimo amico del suo rivale, Laudon si ritirò nei suoi possedimenti presso Kutná Hora.
Nel 1769 Maria Teresa ed il conte Kaunitz lo nominarono comandante in capo della Boemia e Moravia, posto che tenne per tre anni dopo i quali, prevedendo già il suo ritiro dal servizio attivo, tornò nelle sue proprietà. Tuttavia Maria Teresa riuscì ancora a persuaderlo a rimanere in servizio e, siccome il valore dei suoi possedimenti in Boemia era fortemente diminuito a causa delle rivolte contadine ivi scoppiate, glieli riacquistò nel 1776 pagandoli molto generosamente.
Laudon si stabilì a Hadersdorf presso Vienna e due anni dopo fu nominato feldmaresciallo.
Nel 1778 scoppiò la Guerra di successione bavarese. Giuseppe II e Lacy si erano riconciliati con Laudon e furono loro affidate due armate. In questa occasione tuttavia pare che Laudon si sia comportato al di sotto della sua fama di geniale comandante mentre Lacy, che affrontò l'armata comandata da Federico il Grande in persona, raccolse nuovi allori.
Nei due anni successivi alla guerra Laudon visse tranquillamente ad Hadersdorf, ma nel 1787 scoppiò la guerra austro-turca 1787 – 1791 ed i generali incaricati di condurla si rivelarono non all'altezza degli incarichi ricevuti, ed allora Laudon fu richiamato in campo. Benché ormai anziano e malato fu comandante in capo di nome e di fatto e nel 1789 ottenne l'ultimo suo brillante successo attaccando ed occupando la città-fortezza di Belgrado in tre settimane.
Egli morì quindi mentre era ancora in servizio. Il suo ultimo incarico fu quello di comandante in capo delle forze armate austriache, carica creata appositamente per lui dall'imperatore Leopoldo II.
La sua salma fu tumulata ad Hadersdorf.
Suo nipote, il barone Johann Ludwig Alexander von Laudon (1762 – 1822), combatté nelle guerre napoleoniche con onore raggiungendo il grado di feldmaresciallo luogotenente.
La prima corazzata della classe Ersatz Monarch della marina austro-ungarica (ufficialmente Schiff VIII) avrebbe dovuto portare il suo nome ma la sua costruzione non venne portata a termine a causa dello scoppio della prima guerra mondiale, che provocò l'interruzione delle navi più grosse nell'impero.